# Aptosimum angustifolium
Aptosimum angustifolium är en flenörtsväxtart som beskrevs av E. Web., Amp; Schinz och E.Web.. Aptosimum angustifolium ingår i släktet Aptosimum och familjen flenörtsväxter. Inga underarter finns listade i Catalogue of Life.